# Macrojoppa nigra
Macrojoppa nigra là một loài tò vò trong họ Ichneumonidae.